# 霊感ヤマカン第六感
『霊感ヤマカン第六感』（れいかんヤマカンだいろっかん）は、朝日放送（ABC）制作で1974年10月4日から1984年10月3日まで全国放送された、芸能人対抗によるクイズ番組である。『霊感ヤマカン』とも呼ばれた。

## 概要
出演者が4人ずつのチーム（放送当初は「東軍」「西軍」に分かれた男女混成チームだったが、後に男女対抗に変更され、チームの呼び名も後に「男性軍」「女性軍」と変更された）に分かれ、霊感（霊妙な感応というより英語の「インスピレーション」の意味であるひらめきや思いつきに近い）や勘を頼りに司会者後方の9分割スクリーンや解答者後方のスクリーンを使ったさまざまな連想クイズに挑むというものである。ABCホール（2代目のABCホール、大阪市大淀区＝現：北区）での公開収録で行われ、観客席はABCホールに設置されているものに加え、ステージ（スタジオ）部分にも数十席分の観客席を増設していた。
朝日放送がTBS系列時代だった1974年10月に放送を開始した。当初は金曜日19:30からの30分番組で、ネットワークスポンサーのついた全国ネット番組としての放送であった。
1975年春のネットチェンジ（いわゆる腸捻転解消）に伴いNETテレビ系列（現：テレビ朝日系列）扱いの関西ローカル番組となったが、一部の地方局が個別に番販購入して遅れネットで放送していた。
1975年10月改編でNETテレビにより関東地区での放送が再開され、同時にローカルセールス番組として水曜日19:00からに移動したところで同時・遅れともにネット局が再度増加した。
ネットチェンジ前の1975年1月に公表された編成の概要では、NETテレビ系列火曜19:30枠で、スポンサードネット扱いでの全国ネット放送を継続する方向で発表されていたが、実際には当該枠は朝日放送・ズイヨー映像→日本アニメーション制作のアニメ『みつばちマーヤの冒険』に充てられ、本番組はローカルセールス扱いに変更となった。テレビ朝日（当時：NETテレビ）では、1975年10月5日より日曜17:00 - 17:30、1976年4月より水曜19:00 - 19:30、1976年10月より日曜17:00 - 17:30となり、1978年4月5日より水曜19:00 - 19:30に再移行している。
司会者は野末陳平を経て1977年からフランキー堺が務めたが、堺の「世界はこの番組を待っていた!」「世界で一番楽しい番組」「今週の目玉商品」「始めましょう!」といったオープニングでの名調子も相まって堺の番組という印象で語られることが多い（実際に、2009年2月8日にテレビ朝日で放送された開局50周年記念特番『超大ヒット人気番組ぜ〜んぶ見せます!スペシャル』で当番組が紹介された時も堺司会の時代（キャプテンは宍戸錠・松岡きっこ）だった）。また、本番組終了と入れ替わる形で、同じ朝日放送制作の『ザ・ハングマン4』に、ゴッド／神山玄蔵役とオープニングナレーションで出演した。

## 司会
- 初代：野末陳平（1974年10月4日 - 1977年3月）※参議院議員選挙出馬（2期目）のため降板。
- 2代目：フランキー堺（1977年4月 - 1984年10月3日）
フランキー堺は、野末司会時代にも解答者として出演経験がある。
フランキー堺が出演できない場合は、ロイ・ジェームスが代理司会をすることもあった。

## 主な解答者
- 男女対抗戦になって以降は毎週出演する解答者はおらず、全員が週替わり出演であった。
- 本項では、司会者席に近いほうから、1枠・キャプテン、2枠・中堅、3枠・次鋒、4枠・先鋒と順に記す。

| ポジション     | 男性軍 | 女性軍 |
| -------------- | --- | --- |
| 1枠 キャプテン | ロイ・ジェームス（番組初期東軍キャプテン）、高島忠夫（番組初期西軍キャプテン）、 船越英二、キダ・タロー、浜村淳、横山ノック、宍戸錠、川津祐介、押阪忍、根上淳、佐野浅夫、谷幹一、山田康雄、岡田眞澄、三遊亭小圓遊、藤村俊二、龍虎、板東英二、藤田まこと、藤本義一、藤巻潤、橘家圓蔵、藤木悠、梅宮辰夫、毒蝮三太夫ほか | 松岡きっこ、真理アンヌ、イーデス・ハンソン、左幸子、うつみ宮土理、ペギー葉山、ロミ・山田、由紀さおり、岸ユキ、久保菜穂子、園佳也子、坂本スミ子ほか |
| 2枠 中堅       | 高岡健二、草川祐馬、小野進也、加納竜、太川陽介、阪本良介、野口五郎、渋谷哲平、鶴見辰吾、本田恭章、西城秀樹、麻見和也、広岡瞬、沖田浩之、山川豊、小島拓也、堤大二郎、乃生佳之、リューベン、野々村真(最終回)ほか | 安西マリア、児島美ゆき、森田日記、ケイ・アンナ、黒木真由美、荒木由美子、三谷晃代、岩城徳栄、石川秀美、桜田淳子、相本久美子、讃岐裕子、秋ひとみ、片平なぎさ、松尾久美子、高見知佳、倉田まり子、斉藤とも子、渡辺めぐみ、中島はるみ、伊藤麻衣子、柳沢純子、大場久美子ほか |
| 3枠 次鋒       | 横山やすし、桂三枝（現：六代桂文枝）、牧伸二、伊東四朗、佐藤仁哉、月亭可朝、ピーター、ラビット関根（現：関根勤）、江木俊夫、桂べかこ（現：桂南光）、松崎好孝(チェリッシュ)、前田五郎、安岡力也、水島裕、山本伸吾、浜田光夫、五代高之、三遊亭楽太郎（六代目三遊亭円楽）、寺田農、小野進也、中条きよしほか              | 木原光知子、エバ、立木リサ、風吹ジュン、秋本圭子、有田美春、マッハ文朱、セーラ、大橋恵里子、斉藤ゆう子、一谷伸江、海原お浜、安藤たか子、松崎悦子(チェリッシュ)、岡田奈々、清水めぐみ、西崎みどり、清水クーコ、由美かおる、山本みどり、山本由香利、あべ静江ほか         |
| 4枠 先鋒       | サンダー杉山、花紀京、笑福亭仁鶴、高松しげお、黒澤久雄、坂田利夫、西川きよし、桂朝丸（現：桂ざこば）、笑福亭鶴瓶、笑福亭鶴光、桂春蝶、桂文珍、間寛平、林家小染、桂きん枝（現：四代桂小文枝）、明石家さんま、佐藤蛾次郎、E・H・エリックほか                                                                            | 海原小浜、吾妻ひな子、安藤孝子、汀夏子、キャシー中島、大山のぶ代、海老名みどり、マッハ文朱ほか |

- キャプテン席が定位置だった女性軍の松岡きっこと真理アンヌ等は、番組末期で先鋒の席に座ったこともある（代わりに汀夏子・キャシー中島らがキャプテンを務めていた）。
- 大阪製作の番組で、しかも大阪（ABCホール）での公開収録であるが、どちらかというと、東京からの出演者が多かったのも特徴。
- 当時（1974年から1984年）の人気アイドル・タレント（歌手）もデビュー当時、同番組に出場したこともある（ほとんど中堅枠が指定席だが、稀に次鋒枠へ座るケースもあった）。
- フランキーは、先鋒として上方芸人が出演した際、「はい!関西代表!」と紹介していた。
- 通常のチーム戦以外に夫婦対決、親子対決、兄弟姉妹対決などもあった。
- ABCの人気番組VS女優対抗戦もあり、『パネルクイズ アタック25』の児玉清、『プロポーズ大作戦』の西川きよし、『世界一周双六ゲーム』の乾浩明アナウンサーも解答者として出演した。

## クイズ内容
原則として各設問ごとの得点は正解につき1点。最終問題「8ヒントゲーム」は第1ヒントで8点満点、以下1点ずつ減点。
1. 霊感（れいかん）ゲーム（第1回 - 最終回まで）
1対1の対戦形式。相手チームのスクリーンのお題を見て、後方の自分チームのお題を当てる。2つのお題には何かしらの関連性がある（例えば「トランプ」と「百人一首」、「四十七士」と「三銃士」など）。男性軍が先攻なら、女性軍のお題をヒントにしてお題を当て、後攻の女性軍は男性軍の解答もヒントにしてお題を当てる。全8回戦（開始当初は全4回戦）で、1回戦はキャプテン、2回戦以降中堅、次峰、先鋒の順で、5巡目は再び先鋒、6回戦以降は次峰から戻って行く。解答は口頭で答え、正解が出るまで解答して、次の問題以降は先攻後攻を入れ替えて対戦する。1巡目で先攻が一発正解した場合に限り、後攻にも1回だけ解答権があり、正解すれば1点獲得。時間が経ってもなかなか解答が出ない場合、司会からヒントが出され、挙手で解答する。
開始当初（野末時代前期）では、解答者紹介の時も行っていた（正解すると点数が加算）が、ほどなくして廃止された。
2. ヤマカンゲーム（野末時代前期。正式時期不明）
インディアンポーカーの要領で、会話して自分の役割を解答する。
歴代のクイズの中では、一番回数が少なかった。
3. マルマルゲーム　（野末時代後期。正式時期不明）
相手チームの4つのスクリーンに、1文字目と3文字目が○になっている4文字の言葉が映し出される、解答者は、司会者のヒントを元に、言葉を当てる。
例：「○」「マ」「○」「リ」で、ヒントが「おっとどっこい」なら、正解は「タ」「マ」「ノ」「リ」（玉乗り）。
4. ヤマカンゲーム（1983年ころまで、途中で廃止。下記にその再現した基本のスクリーンを記す）
| A | B | C |
| D | E | F |
| G | H | I |

有名タレントの身体の一部分（眉毛・鼻・口・腕・足など）、女性タレントが書いた文字、男性タレントの部屋など、あるテーマが発表され、選択肢であるAからIの中から、司会のフランキーが指定したタレントの選択肢を当てる（写真はそれぞれ、今日出演している解答者の誰かのものだが、1枚だけフランキー堺等の写真であるジョーカーとなっている）。不正解で相手チームに解答権が移り、正解するまで解答して、正解後は別のタレントが指定される。なお、スクリーンを開ける時、Aなら「Aで、エーか?」、Eなら「Eで、イーか?」、Gなら「Gを、ジーっと見てみよう」、Hなら「エイチ2の3!」とフランキーが駄洒落を交える。
5. 漢感（カンカン）ゲーム（1982年ごろ - 最終回まで、途中で増設）
9分割のパネルが一枚ずつめくられていき、楷書体の漢字の一部分が見えてくる。わかったところで早押しボタンを押して、隠されたある一文字の漢字を当てる。正解で2点。不正解の場合はその問題の解答権を失って、その場に起立させられる。
6. 第六感（だいろっかん）ゲーム（第1回 - 1983年ごろまで、途中で廃止）
解答者側の4枚のスクリーンを、順番に1人1枚ずつ選んで、現れたヒントから連想される、ある人物を当てる。ただし、ジョーカーが1枚隠されており、それを引くと前述の不正解ジングルが流れ、ノーヒントになる。第1ヒント正解は5点、以下パネルが開けられることに点数が減り、4枚すべて引いても分からなかった場合、最後に全員で相談の上、チーム一同で一斉に「せーの、○○!!」と答える。そこで正解できれば1点獲得。
常連解答者の海原小浜は、ほとんど毎回のようにジョーカーを引いていた。
また同じように1回目でジョーカーを引いたのち偶然にも正解した例もある。1983年6月の放送において、桂朝丸が1枚目のヒントでジョーカーを引き、全くのノーヒントで当てなければいけないところを、北天佑（当時大関）を答え見事に正解し、フランキーが「当たった!!大拍手!!」と称賛した。正解となる人物には何かしらの理由でその時期に話題となった有名人が採用されることが多かったため、ノーヒントというほぼ無茶と言える状況でも、勘と推理を働かせれば正解に辿り着くのは全く不可能というわけでもなかった。
なお、この第六感ゲームの冒頭、司会者が「第六感ゲーム」と言うと曲とともにスタジオセット全体の遠景が急激にズームアウト（カメラを引いた状態）で映され、セットの外側までテレビ画面に映った。しかし後年、漢感ゲームが新設されてからは、このズームアウトは漢感ゲームの冒頭に行われるようになり、第六感ゲームでは行われなくなった。なお一時期そのズームアウトの最中に、ABCテレビでの視聴者に対して、観覧希望者募集の告知テロップを出していた。
ヒントはその人物のプロフィール、音楽のヒントなど、さまざまなパターンが用意されており、駄洒落や語呂合わせなどをそのままヒントにしていた。フランキーは「判じ物」と言っていた。ここでは、長谷川町子（故人・漫画家）を例にする。
例：「長谷川一夫の顔写真+里中満智子の顔写真」。加えてほかに彼女の著作物だけの簡素なヒント。
さらに、その人物の出演しているCMと縁のある組み合わせをヒントにしていたケースもあった（例：武田鉄矢　赤く塗られたキツネと緑に塗られたタヌキとの組み合わせから）。
また稀にアニメのキャラクター（例として「ドラえもん」「忍者ハットリくん」）やお笑いコンビ（例として島田紳助・松本竜介）、人気動物を扱う回もあった。
7. 七感（ななかん）ゲーム（1983年ころ - 最終回まで）
| A | B | C |
| D | E | F |
| G | H | I |

最末期に新設された、「ヤマカン第六感総動員」と銘打って、ヤマカンゲームと第六感ゲームを統合させた様な内容。1対1の対戦（全4回戦）。AからIまでの9枚のスクリーンを交互に1枚ずつ引き、現れたヒント（その人の顔の一部の写真、輪郭のみを表した繰り抜きの写真、レコードプレーヤーの写真→音楽のヒント、その人の名前を表現したイラスト等）から、人物を当てる。9枚中2枚にはジョーカーが含まれており、それを引くとノーヒントとなる。また、1巡目に先攻がジョーカーを引いた場合、その問題は「ダブルゲーム」となり、その問題で正解すると、通常の倍となる2点を獲得できる。 解答者の頭上のスクリーンは最初にアイコンを表示。対戦が終わると正解者の方に答えを表示、負けた方はランプのイラストに切り替わる。
8. エイト・ヒントゲーム（第1回 - 最終回まで）
フランキーが冒頭に「ハチ、シチ、ロク、ゴー、シー、サン、ニー、イチ、そして真ん中にクェスチョンマーク」または「『えーと』と考えるからではない。8つのヒントがあるからエイト・ヒントゲーム」と発言していた、ラストのコーナー。男女交互8人あたりパネルの左上から順次（8番から、7番、6番…と降順に開けていく）現れた1つずつの文字や写真、イラストなどが描かれたヒントから連想し、中央のパネルに配置されている答を当てる問題。なおこのクイズは、1問のみの出題である。負けているチームが先攻を取る（同点の場合は、女性軍が先攻）。フランキーに指名された人が解答しなければならない。制限時間は5秒である。パネルの番号がそのまま得点（例：8番で当てれば8点）となり、早い段階で正解すれば高得点。 ただし、8枚全部開けても答が全く分からなかった場合には、ジャンケンをして勝ったチーム一斉に全員で相談の上、「せーの、○○!」と答える。中央のパネルには解答者のワイプ映像が1人ずつ映し出され、正解の瞬間にズームインした。全員不正解の時には、フェードアウトされた。
| 運命     | 子供の日        | 石川五右衛門 イラスト |
| 七?三    | 五              | 三塁手 の略図         |
| 五円硬貨 | 五輪マーク 表示 | 五線譜                |

また、解答者が途中で正解した際には、あと残りのヒントのパネルが全て開けられ、フランキーが正解確認をしていた（確認の際、フランキーは原稿用紙と指し棒を持って正解確認をしていた）。クイズ終了後、その正解した解答者には拍手を送った（フランキーが、「○○さんに、盛大な拍手をどうぞ!!」と言う）。

## セット
この番組を特徴付けたのが、司会者席背後に設けられた大型の9分割マルチスクリーン（パネル）である。「ヤマカンゲーム」などの一度に多くの画面を使用するコーナーで使用されたほか、オープニングではテーマ曲にあわせて、出演者・スタッフや提供クレジットの表示（後述）に用いられた。スクリーンの縁は、当初は角が大きく丸い四角形であったが、後年のセットチェンジに際して四角形の四辺を緩いカーブにしたようなやや角張ったものに改められ、表示も広くなった。
「霊感ゲーム」の途中および各コーナー終了時には、中段左右のパネルにこれまで獲得した男女両軍の得点を表示した。パネルの切り替えは一度消して表示しているが、得点表示のみ一度9枚全部青などの一色に切り替えてからフェードイン／アウト（得点が表示されている際の切り替えは通常のパネル切り替え同様一度消している）。全てのゲームが終了した際には得点表示に加えて上段中央のパネルにタイトル、さらにエンディングでの挨拶後、司会席から会場全体にカメラが引く場面では中央のパネルに「おわり」の表示も加わる。「おわり」表示は番組終了時にも流れる。（一部地域ではブルーバック画面で提供クレジットに続けてエンドタイトルが表示された）。
これらとは別に、各解答者席上部にもスクリーンがあり、「霊感ゲーム」や「第六感ゲーム」などで使用した（スタジオセットの全体では司会者席も含め、合計17枚設置されていた）。解答者席上部のスクリーンには通常魔法のランプが表示されており、前期・中期は画面一杯に描かれていたが、後期は小さいランプのイラストが画面真ん中に配置された。また、前期・中期のランプの注ぎ口から出ている3本の煙の線をよく見ると、小さい文字で「霊感ヤマカン第六感」と書かれている。
解答者が正解したときには、後方にある電飾が浮かぶ形で（風車型→セットチェンジ後は、弓道の的型になった）光る。勝利したチームにはそのチームの解答者のところに電飾が一斉に光り、引き分けの場合は、ファンファーレとともに両方のチームに電飾が両軍とも一斉に光る。さらにセットチェンジ当初は早押しで解答権を得たときに使われるだけだったランプも、末期には電飾に連動して点滅するようになった。色分けは男性軍は赤（セットチェンジ後に黄色）で女性軍は青（セットチェンジ後に緑）。
全クイズで正解したときはファンファーレBGMが流れ、「霊感ゲーム」「ヤマカンゲーム」以外のクイズで不正解のときにはブザーが鳴る（フランキーは「ブブー」と呼んでいた）。なお、BGMはセットチェンジ後に正解時のファンファーレ（コンガを含まないBGM。各コーナー開始のBGMでもスクリーン切換時にあわせて使用）、霊感ゲーム時のコンガの演奏などがマイナーチェンジされた（ただし、オープニング・エンディングテーマ曲と勝利・引き分け決定時のBGMは番組終了まで変更なし）。
「ヤマカンゲーム」「エイト・ヒントゲーム」の時は司会者席後ろのマルチスクリーンを使用するため、フランキーは司会者席から離れて（立って）、原稿用紙と指し棒を持って進行する。
各席のネームプレートは差し替え式。司会席のみセットチェンジ以降固定（枠なし）となった。
後にTBSが『クイズ100人に聞きました』を始める際、当番組のスタッフにマルチスクリーンの作り方を聞きに来た。

## 音楽・オープニング
効果音も含め、番組音楽は山下毅雄の作曲によるもの。また、テーマ曲で流れる口笛は、山下本人のものである。またテーマ曲のコーラスはシンガーズ・スリーが担当。
オープニングでキャスト・スタッフクレジットが流されるが、字幕表示ではなくテーマ曲に合わせてマルチスクリーンに映し出され、それをズームアップする方式を取った。朝日放送では腸捻転解消後、大阪ガスの一社提供で放送されたが、提供クレジットもマルチスクリーンに映し出されてズームしていた（このため番組内では、番組最後に表示される資料提供のクレジットを除いて字幕表示を使用しなかった）。
- NET→テレビ朝日系に移行後の1975年4月からはローカルセールス枠だったため、NET→テレビ朝日を含む各地のネット局ではブルーバックなどの独自の画面に差替えて提供スポンサー名を表示するか、ノンスポンサーの場合は局IDかスポットCMに差し替える必要があり、それへの配慮から、テーマ音楽は提供スポンサーの部分まで続かずに終わり、少し間を開けてから大阪ガスのロゴを表示してズームアップした。
- TBS系時代はネットワークセールス（スポンサードネット）枠だったため、ネットスポンサーの名前がマルチスクリーンに映し出されて全国に送り出されていた[注釈 11]。

なおTBS系列時代はOPテーマが3コーラスまであり、1コーラス目は9枚のスクリーンでタイトルを出し、2コーラス目は出演者、3コーラス目はスタッフという構成だった。またTBS系列時代はCM入りの時にアイキャッチが入り、勝敗決定時のメロディに最後に「チンペー」と歌うスキャットが乗ったものを使用した。

## スタッフ
- 構成：足立克己、池田幾三、堀江誠二、秋田千吉、角田直美、山路洋平、新野新、本田順一、杉尾幸正、武枝幸子
- イラスト：河村立司
- 美術：邑上謹弥、野村仁
- 音楽：山下毅雄
- ディレクター：森茂、沖中進、松本修
- プロデューサー：吉田多満子、中務和子
- 制作：馬場淑郎、辰巳禎男
- 制作協力：大阪東通
- 制作・著作：朝日放送（放送開始から82年頃まで2代目の公式ロゴだったが、82年頃から最終回まで3代目の公式ロゴが使用された）

## ネット局
☆=1974年10月から1975年3月の間（腸捻転解消直前）の同時ネット局。腸捻転解消後のネット局については、朝日放送以外は1975年10月から開始した局が多い。系列は放送当時のもの。
| 放送対象地域          | 放送局             | 系列                                 | 備考                                                                                                |
| --------------------- | ------------------ | ------------------------------------ | --------------------------------------------------------------------------------------------------- |
| 近畿広域圏            | 朝日放送           | TBS系列 →テレビ朝日系列              | 制作局 現：朝日放送テレビ                                                                           |
| 関東広域圏            | 東京放送           | TBS系列                              | 現：TBSテレビ☆ TBS系列番組として最後の回の放送は、ネットワークへの送り出しをTBSが行っていた。       |
| 関東広域圏            | テレビ朝日         | テレビ朝日系列                       | 1977年3月まではNETテレビ                                                                            |
| 北海道                | 北海道放送         | TBS系列                              | ☆                                                                                                   |
| 北海道                | 北海道テレビ       | テレビ朝日系列                       | 1977年4月2日から1979年9月29日までは土曜 9:30 - 10:00に放送。 1979年10月3日以降は同時ネット。        |
| 青森県                | 青森テレビ         | NETテレビ系列 TBS系列                | ☆                                                                                                   |
| 青森県                | 青森放送           | 日本テレビ系列 テレビ朝日系列        | |
| 岩手県                | 岩手放送           | TBS系列                              | 現：IBC岩手放送☆                                                                                    |
| 岩手県                | テレビ岩手         | 日本テレビ系列 テレビ朝日系列        | 1980年3月打ち切り                                                                                   |
| 宮城県                | 東北放送           | TBS系列                              | ☆                                                                                                   |
| 宮城県                | 東日本放送         | テレビ朝日系列                       | |
| 秋田県                | 秋田放送           | 日本テレビ系列                       | |
| 秋田県                | 秋田テレビ         | フジテレビ系列 テレビ朝日系列        | 1981年3月まではフジテレビ系列単独加盟局                                                             |
| 山形県                | 山形放送           | 日本テレビ系列                       | |
| 山形県                | 山形テレビ         | フジテレビ系列                       | 1980年3月まではテレビ朝日系列とのクロスネット局                                                     |
| 福島県                | 福島テレビ         | TBS系列 フジテレビ系列               | ☆                                                                                                   |
| 福島県                | 福島中央テレビ     | 日本テレビ系列 テレビ朝日系列        | 1978年7月から1981年3月まで、土曜 9:30 - 10:00に放送。                                               |
| 福島県                | 福島放送           | テレビ朝日系列                       | 1981年9月16日のサービス放送から。                                                                   |
| 山梨県                | テレビ山梨         | TBS系列                              | ☆                                                                                                   |
| 山梨県                | 山梨放送           | 日本テレビ系列                       | |
| 新潟県                | 新潟放送           | TBS系列                              | ☆                                                                                                   |
| 新潟県                | 新潟総合テレビ     | フジテレビ系列 テレビ朝日系列        | 現：NST新潟総合テレビ、1983年9月まで 1981年3月までは日本テレビ系列とのトリプルネット局              |
| 新潟県                | 新潟テレビ21       | テレビ朝日系列                       | 1983年10月開局から                                                                                  |
| 長野県                | 信越放送           | TBS系列                              | 遅れネット                                                                                          |
| 長野県                | テレビ信州         | テレビ朝日系列 日本テレビ系列        | 1980年10月開局から                                                                                  |
| 静岡県                | 静岡放送           | TBS系列                              | ☆                                                                                                   |
| 静岡県                | 静岡けんみんテレビ | テレビ朝日系列                       | 現：静岡朝日テレビ、1978年7月から 1979年6月までは日本テレビ系列とのクロスネット局                   |
| 富山県                | 北日本放送         | 日本テレビ系列                       | 1975年9月6日時点で土曜 13:00 - 13:30にて遅れネット                                                  |
| 富山県                | 富山テレビ         | フジテレビ系列                       | 1977年4月4日から月曜 19:00 - 19:30にて遅れネット                                                    |
| 石川県                | 北陸放送           | TBS系列                              | 遅れネット                                                                                          |
| 石川県                | 石川テレビ         | フジテレビ系列                       | 金曜 19:00 - 19:30にて遅れネット                                                                    |
| 福井県                | 福井テレビ         | フジテレビ系列                       | 火曜 19:00 - 19:30にて遅れネット                                                                    |
| 中京広域圏            | 中部日本放送       | TBS系列                              | 現：CBCテレビ☆                                                                                      |
| 中京広域圏            | 名古屋テレビ       | テレビ朝日系列                       | 1976年4月から                                                                                       |
| 鳥取県 島根県         | 山陰放送           | TBS系列                              | ☆                                                                                                   |
| 鳥取県 島根県         | 山陰中央テレビ     | フジテレビ系列                       | |
| 岡山県                | 山陽放送           | TBS系列                              | 現：RSK山陽放送、当時の放送エリアは岡山県のみ☆                                                      |
| 岡山県                | 岡山放送           | フジテレビ系列 テレビ朝日系列        | 放送当時の愛称はテレビ岡山 当時の放送エリアは岡山県のみ 1979年4月の岡山・香川の電波相互乗り入れまで |
| 広島県                | 中国放送           | TBS系列                              | ☆                                                                                                   |
| 広島県                | 広島ホームテレビ   | テレビ朝日系列                       | 移行後は主に日曜午後枠で遅れネットで放送したが、 半ば不定期放送に近く放送時間が一定していなかった   |
| 山口県                | テレビ山口         | TBS系列 フジテレビ系列 NETテレビ系列 | ☆                                                                                                   |
| 山口県                | 山口放送           | 日本テレビ系列 テレビ朝日系列        | 1978年9月までは日本テレビ系列単独加盟局                                                             |
| 徳島県                | 四国放送           | 日本テレビ系列                       | |
| 香川県 →岡山県 香川県 | 瀬戸内海放送       | テレビ朝日系列                       | 1979年3月までの放送エリアは香川県のみ 1979年4月の電波相互乗り入れで岡山県でも放送                   |
| 愛媛県                | 南海放送           | 日本テレビ系列                       | |
| 愛媛県                | テレビ愛媛         | フジテレビ系列                       | |
| 高知県                | テレビ高知         | TBS系列                              | ☆                                                                                                   |
| 高知県                | 高知放送           | 日本テレビ系列                       | |
| 福岡県                | RKB毎日放送        | TBS系列                              | ☆                                                                                                   |
| 福岡県                | 九州朝日放送       | テレビ朝日系列                       | |
| 長崎県                | 長崎放送           | TBS系列                              | 遅れネット                                                                                          |
| 熊本県                | 熊本放送           | TBS系列                              | 遅れネット                                                                                          |
| 大分県                | 大分放送           | TBS系列                              | ☆                                                                                                   |
| 宮崎県                | 宮崎放送           | TBS系列                              | ☆                                                                                                   |
| 鹿児島県              | 南日本放送         | TBS系列                              | 遅れネット                                                                                          |
| 鹿児島県              | 鹿児島放送         | テレビ朝日系列                       | 1982年10月開局から                                                                                  |
| 沖縄県                | 琉球放送           | TBS系列                              | 1981年3月打ち切り☆                                                                                  |

## 関連グッズ
- 番組オリジナルトランプ：非売品（任天堂製）。1976年後半と1983年には、視聴者プレゼントがあった。これは問題（番組内の問題の答え）を解答したハガキの中から、抽選でオリジナルデザインのトランプ（黒地に白・赤・青で模様が印刷されたもの）をプレゼントするものであった。
- スクールパンチ『霊感ヤマカン第六感ゲーム』（タカラ（現在のタカラトミー））1980年 - 1981年ごろ発売。ボードゲーム。朝日放送の版権も得て、「ジョーカー坊や」こそ描かれているが、解答者枠が合計4枠までしかなく、ゲーム内容も番組オリジナルと違う[注釈 16]。